# Kolegium jezuitów w Dorpacie
Kolegium jezuitów w Dorpacie – uczelnia jezuicka prowadzona w Dorpacie (dziś: Tartu) w latach 1586-1625. 

## Historia
Kolegium powstało po zwycięstwie Rzeczypospolitej w wojnie z Rosją (1577-1582) i odzyskaniu Inflant.
Zostało założone w 1586 z fundacji króla Stefana Batorego, który jednak zmarł w trakcie jego budowy. Uczelnia powstała na terenie zdominowanym przez wielonarodową ludność protestancką, gdzie katolicy byli mniejszością, a placówka miała charakter misyjny. 
W 1600, w trakcie wojny polsko-szwedzkiej, miasto dostało się w ręce Szwedów pod wodzą Karola Sudermańskiego. Kolegium zostało zajęte i złupione, a jezuici uwięzieni. Kolegium otwarto ponownie po odbiciu miasta przez Karola Chodkiewicza w 1603, jednak aż do 1619 nie powróciło do swej pełnej działalności. Miasto zostało ponownie zdobyte w 1625, w kolejnej wojnie polsko–szwedzkiej, co ostatecznie położyło kres jezuickiemu kolegium w tym mieście. 